# Liste der Bodendenkmäler in Oberbergkirchen
Auf dieser Seite sind die Bodendenkmäler in der oberbayerischen Gemeinde Oberbergkirchen zusammengestellt. Diese Tabelle ist eine Teilliste der Liste der Bodendenkmäler in Bayern. Grundlage ist die Bayerische Denkmalliste, die auf Basis des Bayerischen Denkmalschutzgesetzes vom 1. Oktober 1973 erstmals erstellt wurde und seither durch das Bayerische Landesamt für Denkmalpflege geführt wird. Die folgenden Angaben ersetzen nicht die rechtsverbindliche Auskunft der Denkmalschutzbehörde.

## Bodendenkmäler der Gemeinde

### Bodendenkmäler in der Gemarkung Irl
| Lage           | Objekt | Akten-Nr.     | Bild |
| -------------- | --- | ------------- | ---- |
| Irl (Standort) | Untertägige spätmittelalterliche und frühneuzeitliche Befunde im Bereich des ehemaligen Schlosses Vatersham und seiner Vorgängerbauten. | D-1-7640-0047 |      |

### Bodendenkmäler in der Gemarkung Oberbergkirchen
| Lage                                 | Objekt | Akten-Nr.     | Bild                                                        |
| ------------------------------------ | --- | ------------- | ----------------------------------------------------------- |
| Oberbergkirchen Hofmark 1 (Standort) | Untertägige mittelalterliche und frühneuzeitliche Befunde im Bereich der Katholischen Pfarrkirche St. Bartholomäus von Oberbergkirchen und ihrer Vorgängerbauten. | D-1-7640-0043 | Untertägige mittelalterliche und frühneuzeitliche Befunde i |
| Oberbergkirchen (Standort)           | Abgegangenes Hofmarkschloss des späten Mittelalters und der frühen Neuzeit (Schloss Oberbergkirchen).                                                             | D-1-7640-0088 |                                                             |